# Niwka (obwód żytomierski)
Niwka (ukr. Нивна) – wieś na Ukrainie w rejonie romanowskim obwodu żytomierskiego.